# Muzio Febonio

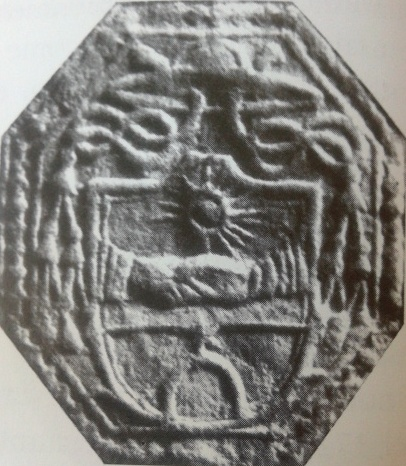
Sigillo ottagonale di Muzio Febonio

Muzio Febonio (Avezzano, 13 luglio 1597 – Pescina, 3 gennaio 1663) è stato un religioso e storico italiano.

## Biografia
(Muzio Febonio)
Muzio Febonio (in latino Mutius Phoebonius, Mutio Phoebonio) è stato un religioso e storico abruzzese nato ad Avezzano. Completò gli studi a Roma dove ottenne il dottorato in giurisprudenza prima di intraprendere gli studi teologici e la carriera ecclesiastica. Arrivò, nel 1626 ad ottenere la carica di protonotario apostolico. 
Divenne abate della chiesa di San Cesidio a Trasacco nel 1631 ed amministratore del patrimonio della famiglia Colonna nella Marsica. Qui iniziò a dedicarsi agli studi storici e geografici della sua terra giacché carente di sintesi storica e documentazione.
Nel 1648 si stabilì prima a Sulmona, dove ottenne l'incarico di vicario generale della cattedrale e, nel 1651, presso quella dell'Aquila.
Durante l'inquieta permanenza aquilana ricevette dal vicario della cattedra di San Cesidio a Trasacco varie accuse, poi totalmente decadute, tra le quali quella di simonia e di omicidio. Nasceranno dissapori e contrasti con il nuovo vescovo aquilano, lo spagnolo Francisco Tello de León, eletto nel 1654, che si riveleranno insanabili.
Dal 1660, dopo alcuni anni senza incarichi in cui affrontò con maggiore impegno gli studi eruditi, fu affiancato al vicario del vescovado di Veroli.
La prima stesura del manoscritto Historiae marsorum risalirebbe proprio al 1660, tuttavia l'opera, composta di tre libri, fu portata a termine tra il 1661 ed il 1662 e con ogni probabilità, pochi mesi dopo, la revisione con le correzioni stilistiche suggerite dallo storico Ferdinando Ughelli, ritenuto anche dal Febonio un maestro di erudizione.
Egli trascorrerà gli ultimi anni della sua vita nella città natale come vicario generale della diocesi dei Marsi, infine in affiancamento al vicario di Pescina, dove morì dopo una breve malattia.

### La vita dei Santi Cesidio e Rufino martirie altre

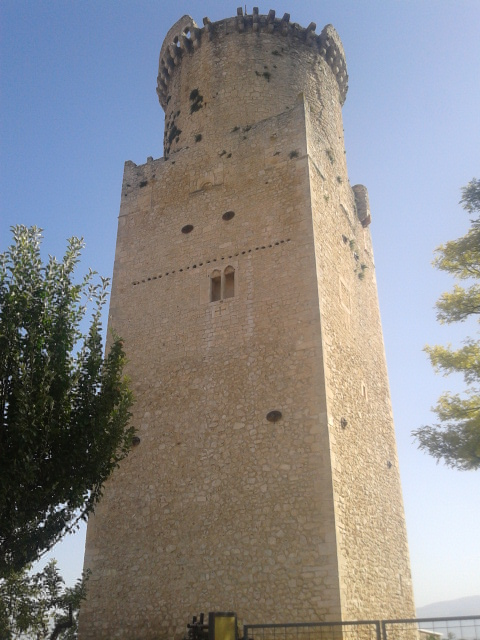
La torre Febonio a Trasacco

Febonio, essendo abate della basilica dei Santi Cesidio e Rufino a Trasacco, vicino Avezzano, poté trarre il materiale, insieme agli archivi di Assisi (cattedrale) e Pistoia per la prima opera della Vita dei gloriosi martiri San Cesidio prete e San Rufino, pubblicato a Roma nel 1643
L'opera è prettamente agiografica, incentrata nella lode dei due santi patroni di Trasacco, dove furono martirizzati, scritta in lingua, nel 1673 si aggiunsero le vite di altri santi marsicani, per l'opera della Vita di San Berardo, SS. Cesidio e Rufino e altri santi della diocesi de' Marsi, postuma. Febonio scrisse anche un dramma sacro: San Bartolomeo apostolo patrono di Avezzano martirizzato, essendo appunto il santo patrono della sua città, cui è intitolata la nuova cattedrale dei Marsi, ma fu perduto dopo la pubblicazione all'Aquila nel 1651, dedicato a Lorenzo Colonna, figlio di Marcantonio V Colonna, signore di Avezzano.
La dedicatoria della Vita dei SS Cesidio e Rufino era diretta al Cardinale Giulio Mazzarino, nativo di Pescina, sede allora della diocesi marsicana; Febonio rifece più volte lo scritto onde evitare manomissioni e copie pirata, tanto che il "discorso" originale fu rinvenuto da Giorgio Morelli nella biblioteca Casanatense di Roma nel codice 2375, insieme a un gruppo di biografie di santi marsicani con annotazioni del Febonio, tra questi c'erano i santi Simplicio, Costanzo e Vittoriano, patroni di Celano, anche loro martirizzati in loco, anche se per Giorgio Morelli tale aggiunta è spuria, non originale.

### Storie dei Marsi

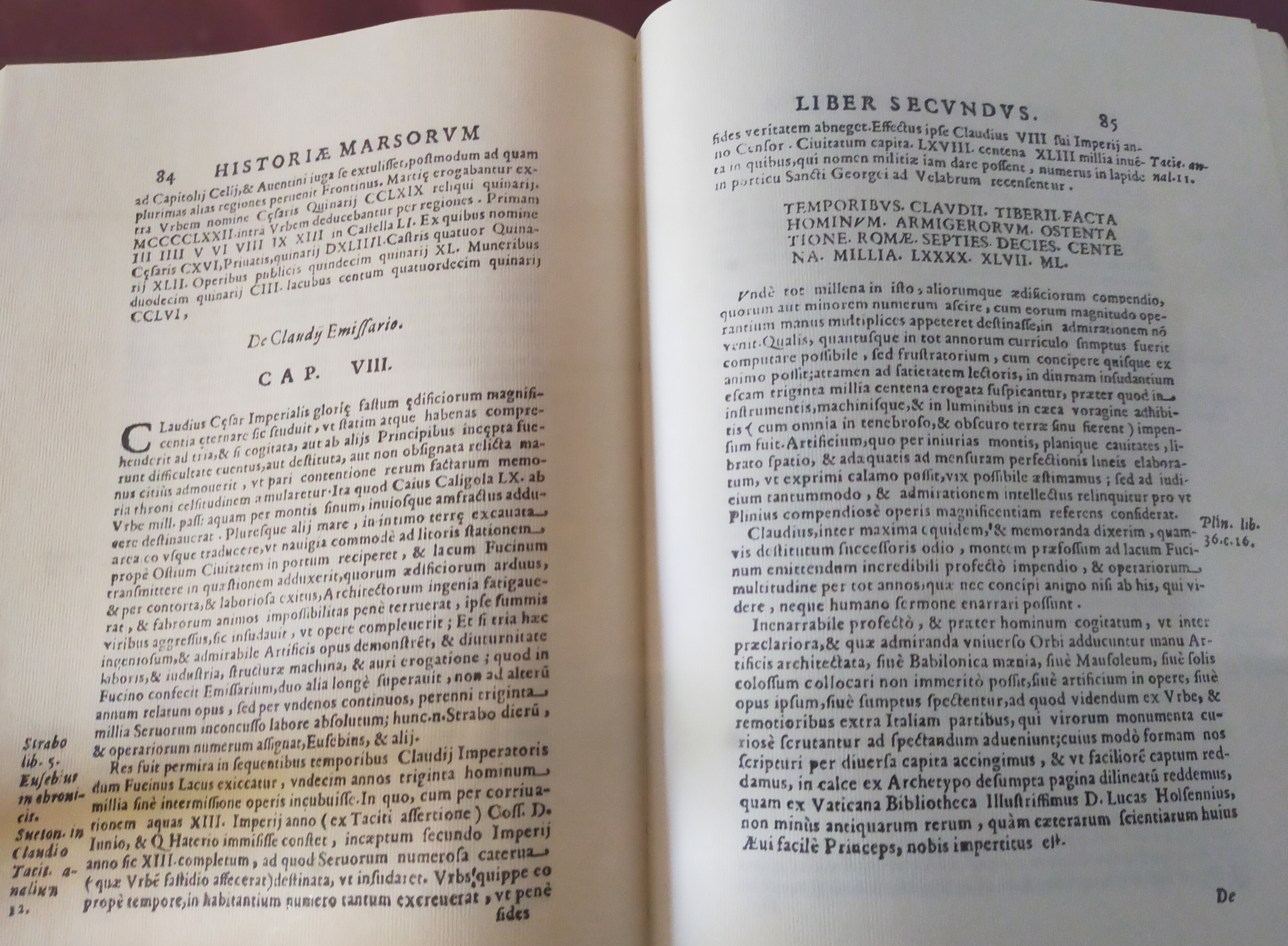
Facsimile di due pagine delle Historiae Marsorum (Aia dei Musei)

Le Storie dei Marsi in tre libri, scritta in latino, rappresentano un ulteriore problema editoriale, perché l'opera non fu completata per la morte improvvisa del Febonio, e pubblicata postuma. Fu ideata nella prima metà del seicento, come dimostrano i carteggi con l'Holstenio e Ferdinando Ughelli, che collaborò per l'Italia sacra con Febonio per la redazione dei documenti sulla diocesi dei Marsi. Nel 1662 Febonio era intenzionato a pubblicare l'opera, affidando le carte al fratello Asdrubale, che le consegnò al vescovo Diego Petra, che li riordinò semplicemente, senza vedere gli appunti feboniani nelle carte, nel 1678.

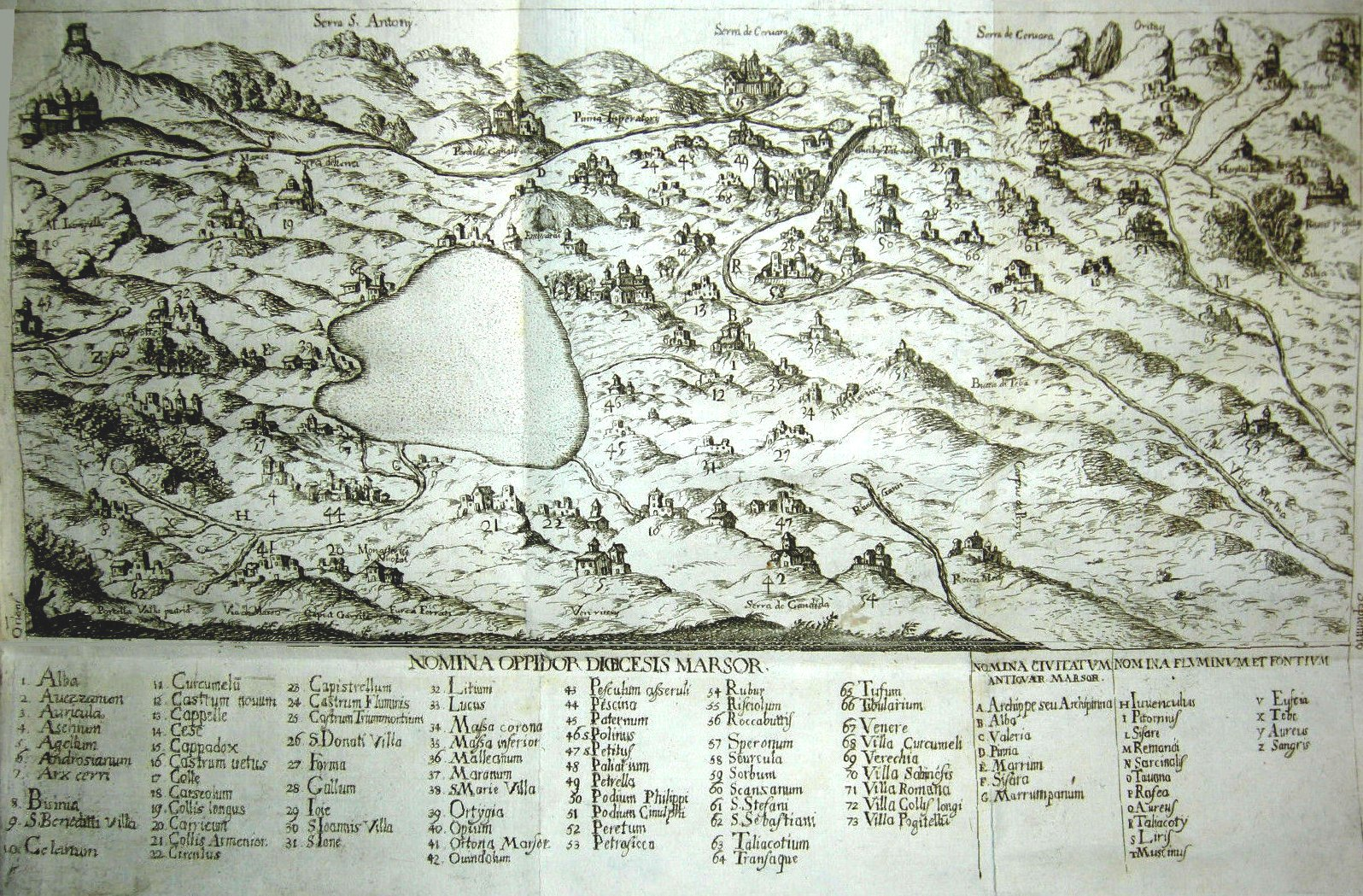
Carta della diocesi marsicana realizzata dal Febonio per le Historiae Marsorum, 1678

L'opera è la più famosa di Febonio, ritenuta una delle opere storiografiche abruzzesi più rappresentative del XVII secolo, insieme alla Historia della Città di Chieti di Girolamo Nicolino (1657). Infatti l'opera si caratterizza, pur con i dovuti errori di date, di congetture archeologiche e metodo di indagine prettamente filosofico-discorsivo, per la sua analisi accurata delle carte medievali per la storia della diocesi marsicana, e dei diplomi e documenti per le vicende storiche che hanno interessato la Marsica tutta dall'Alto Medioevo, quando era feudo delle abbazie di Montecassino, Farfa e San Vincenzo al Volturno, poi nell'XI secolo quando era terra della contea dei Marsi, fino all'epoca a lui contemporanea.
La prima parte dell'opera si concentra su ciò, partendo dalle prime presenze dell'uomo nella Marsica sino all'epoca a lui contemporanea; la parte più interessante quella sul bellum Marsicum ossia la guerra sociale degli Italici contro Roma, in cui Febonio cita e analizza tutte le testimonianze degli storici antichi, come Plinio il Vecchio, Strabone, Tito Livio, Velleio Patercolo, Cassio Dione, facendo le dovute congetture, dove non sono ancora apparsi ruderi archeologici, e descrivendo le antiche città nei Marsi, come Marsia, l'arx sacra di Lucus Angitiae e Alba Fucens.
La seconda parte dell'opera si concentra sulla descrizione naturale della flora e della fauna del lago Fucino, sull'economia della pesca che si praticava, veicolata dai dazi dei castelli, come quello di Ortucchio, dimostrando un interesse scientifico anche per la botanica. La terza parte si concentra invece sulla storia contemporanea e sulla descrizione della diocesi marsicana. Lo stile è elaborato ma anche farraginoso, con varie digressioni morali e filosofiche, che rischiano di far perdere il filo del racconto.
Tuttavia l'opera ebbe vasta fortuna per l'affidabilità abbastanza seria dei contenuti, a differenza delle facili menzogne ed errori epigrafici e di date e di informazioni sbagliate di vari altri storici abruzzesi del periodo; tanto che Pietro Antonio Corsignani prese ad esempio Storie dei Marsi per la sua opera La Reggia Marsicana, Napoli, 1738, impostata come una sorta di continuazione annalistica dei fatti accaduti nella Marsica.

## Opere
Di seguito sono riportate le opere principali:
- Vita dei gloriosi Martiri San Cesidio e San Rufino (1643)
- S. Bartolomeo Apostolo (1651)
- L'amore divino due volte bendato (1653)
- Lettere dirette a Ferdinando Ughelli (1660)
- Historiae Marsorum (1678)
- Vita di San Berardo e di altri santi della diocesi de' Marsi (1973)